# Пер Генрікссон
Пер Генрікссон (швед. Per Henricsson; нар. 9 серпня 1969) — колишній шведський тенісист.
Найвищу одиночну позицію світового рейтингу — 210 місце досяг 18 липня 1988, парну — 65 місце — 23 липня 1990 року.
Здобув 2 парні титули.
Найвищим досягненням на турнірах Великого шолома було 3 коло в парному розряді.

## Фінали за кар'єру

### Парний розряд (2–3)
| Результат | W/L | Дата | Турнір                       | Покриття | Партнер       | Суперники                 | Рахунок       |
| --------- | --- | ---- | ---------------------------- | -------- | ------------- | ------------------------- | ------------- |
| Перемога  | 1–0 | 1988 | Афіни, Греція                | Ґрунт    | Рікард Берг   | Пабло Аррая Карел Новачек | 6–4, 7–5      |
| Перемога  | 2–0 | 1989 | Swedish Open, Швеція         | Ґрунт    | Ніклас Утґрен | Йозеф Чігак Карел Новачек | 7–5, 6–2      |
| Поразка   | 2–1 | 1989 | Тель-Авів, Ізраїль           | Тверде   | Рікард Берг   | Джеремі Бейтс Патрік Баур | 1–6, 6–4, 1–6 |
| Поразка   | 2–2 | 1990 | Stuttgart Outdoor, Німеччина | Ґрунт    | Ніклас Утґрен | Пітер Олдріч Дані Віссер  | 3–6, 4–6      |
| Поразка   | 2–3 | 1991 | Женева, Швейцарія            | Ґрунт    | Ула Юнссон    | Серхі Бругера Марк Россе  | 6–3, 3–6, 2–6 |